# Les Angles (Gard)
Angles – miejscowość i gmina we Francji, w regionie Oksytania, w departamencie Gard.
Według danych na rok 1990 gminę zamieszkiwało 6838 osób, a gęstość zaludnienia wynosiła 385 osób/km² (wśród 1545 gmin Langwedocji-Roussillon Angles plasuje się na 38. miejscu pod względem liczby ludności, natomiast pod względem powierzchni na miejscu 439.).